# Bennane
Bennane (arabă بنان) este un oraș în guvernoratul Monastir, Tunisia.